# Edmund Blaurock
Edmund Blaurock (12 octobre 1899 à Nuremberg - 25 janvier 1966 à Nuremberg) est un Generalleutnant allemand qui a servi au sein de la Heer dans la Wehrmacht pendant la Seconde Guerre mondiale.

## Biographie
Commandant de la division d'infanterie Ulrich von Hutten, Edmund Blaurock est capturé par les forces britanniques en mai 1945. Il reste en captivité jusqu'en 1948.
Il a été récipiendaire de la croix de chevalier de la croix de fer avec feuilles de chêne. La croix de chevalier de la croix de fer avec son grade supérieur, les feuilles de chêne, sont attribués pour récompenser un acte d'une extrême bravoure sur le champ de bataille ou un commandement militaire avec succès.

## Décorations
- Croix de fer (1914)
  - 2e classe (26 août 1918)
- Insigne des blessés (1914)
  - en Noir
- Croix d'honneur
- Médaille de l'Anschluss
- Croix de fer (1939)
  - 2e classe (24 septembre 1939)
  - 1re classe (24 octobre 1939)
- Médaille du Front de l'Est (15 juin 1942)
- Croix allemande en or (4 juin 1944)
- Croix de chevalier de la croix de fer avec feuilles de chêne
  - Croix de chevalier le 27 juillet 1944 en tant que oberst im Generalstab et commandant du Grenadier-Regiment 320[1]
  - 746e feuilles de chêne le 19 février 1945 en tant que generalmajor et commandant de la 56. Infanterie-Division[2]